# Everlast (marca)
Everlast es una marca estadounidense de equipamiento deportivo, enfocada al boxeo, artes marciales mixtas y fitness físico, que comercializa sus productos a nivel mundial. La empresa fue fundada en El Bronx y actualmente tiene su sede en Manhattan. En 2007, Everlast fue adquirida por el grupo minorista británico Frasers Group.
Everlast fábrica una amplia gama de productos para deportes de lucha, incluidos guantes de boxeo, equipos de protección (protectores para la cabeza y el cuerpo, protectores bucales, suspensorios, vendas para las manos ), sacos de boxeo, guantes de boxeo, ring de boxeo (y taburetes de esquina, lonas, cuerdas, cojines de esquina). La empresa también comercializa una línea de ropa y calzado que incluye camisetas, camisetas sin mangas, sudaderas con capucha, mallas, pantalones cortos, pantalones, prendas de compresión y zapatillas de deporte.

## Historia
En 1910, Jacob Golomb, de 17 años, hijo de un sastre y un ávido nadador, fundó la empresa como fabricante de trajes de baño diseñados para durar más que los trajes de baño disponibles anteriormente; garantizó que sus trajes durarían más de un año y los llamó "Everlast". Everlast se expandió para suministrar una amplia gama de equipos deportivos. La compañía produjo por primera vez equipo de boxeo en 1917 después de que un joven Jack Dempsey les pidiera que le proporcionaran un casco que le duraría más de 15 asaltos. Posteriormente patrocinó a Roberto Durán, Joe Frazier, Marvin Hagler, Larry Holmes, Sugar Ray Leonard y, en particular, a Muhammad Ali y se convirtió en la marca de boxeo más reconocible.
Golomb murió en la década de 1950 y fue sucedido como director de la empresa por su hijo Daniel, quien agrandó el logotipo de Everlast en los guantes de boxeo de la empresa para aumentar la visibilidad en la televisión. Ben Nadorf compró el 50% de Everlast Sports Mfg. Corp en 1958 y se convirtió en único propietario en 1995. En 2000, la empresa fue adquirida por Active Apparel Group de George Horowitz, que había fabricado ropa deportiva para hombres y mujeres bajo licencia para Everlast, y en 2007, Sports Direct adquirió Everlast Worldwide.
La compañía ha ampliado sus actividades a las MMA y ha sido galardonada cinco veces con los premios World MMA Awards a la mejor marca de equipos técnicos, la última vez en 2016.
El equipo de boxeo Everlast se fabrica en una fábrica en Moberly, Missouri; Otros productos son fabricados fuera de los EE. UU. por titulares de licencia. La empresa también fabricó equipos de boxeo en una fábrica en la sección Port Morris del Bronx desde la década de 1980 hasta 2003.